# Arvika station
Arvika station är en järnvägsstation belägen i centrala Arvika, Värmlands län. Den betjänas av Värmlandstrafiks lokaltåg till Charlottenberg, Karlstad och Kristinehamn, operatören är Vy Tåg som också kör tåg i egen regi till Oslo. SJ trafikerar också stationen med fjärrtåg till Oslo och Stockholm.

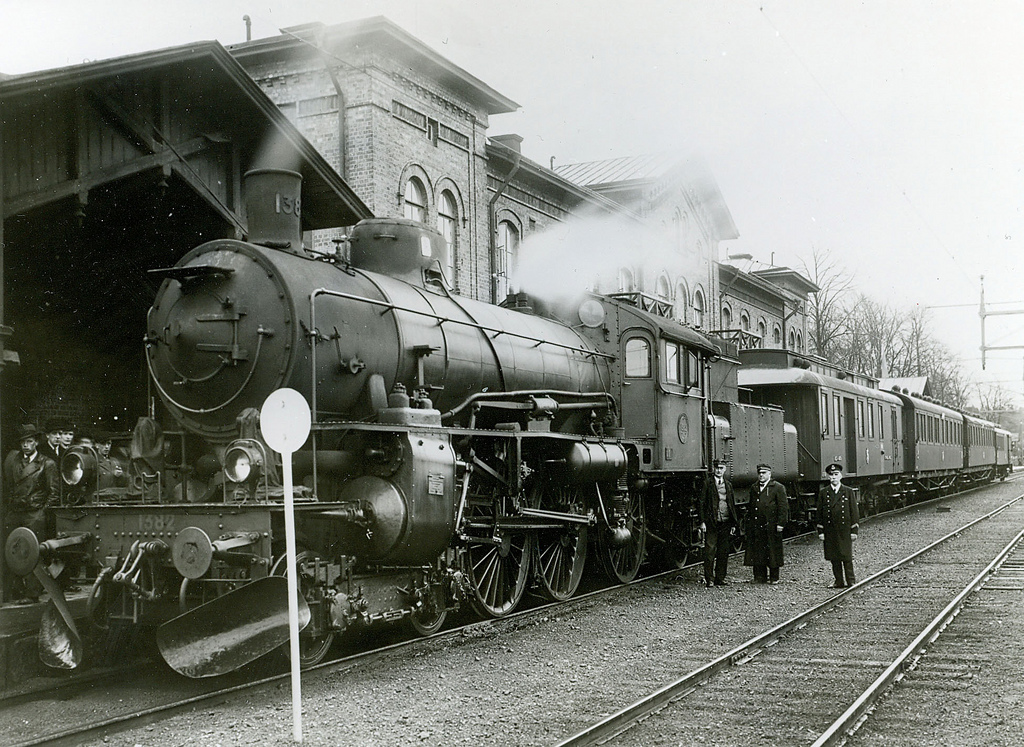
Persontåg på Arvika station 1937